# Maria Christina von Bourbon-Sizilien (1806–1878)

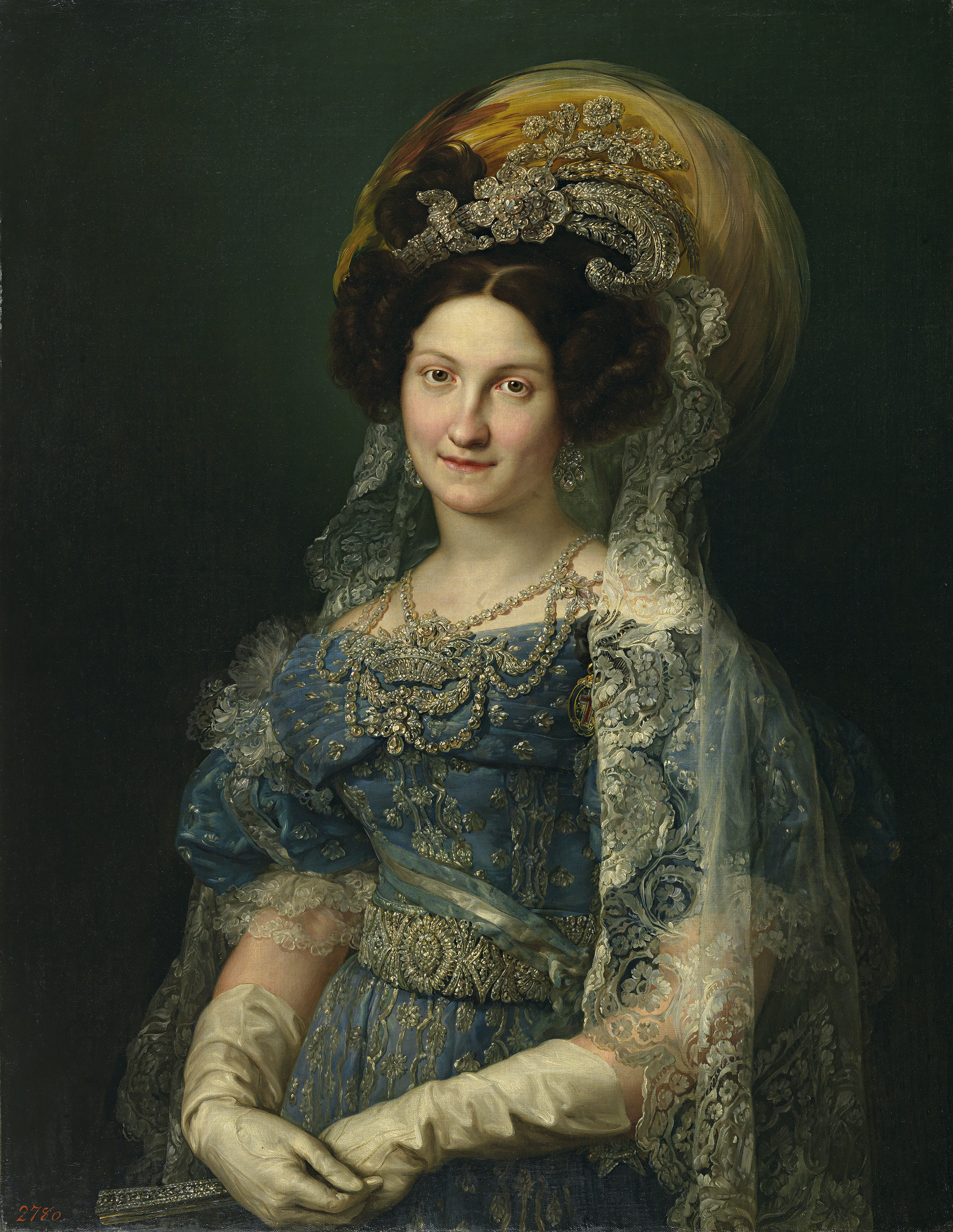
Porträt, Vicente López Portaña, 1830

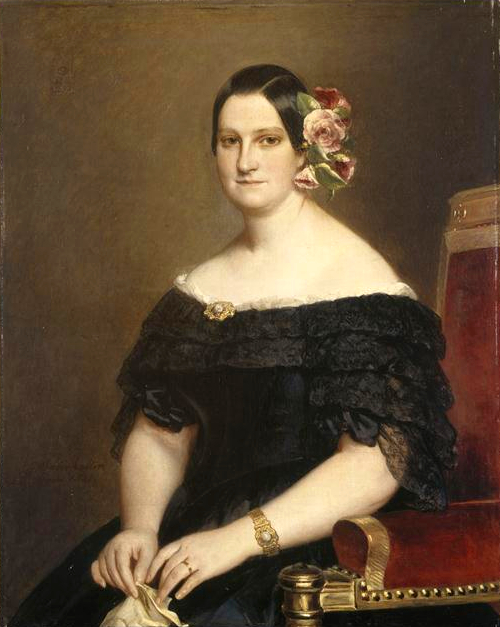
Porträt, Franz Xaver Winterhalter, Paris, 1841

Maria Christina von Bourbon, Prinzessin Beider Sizilien (spanisch María Cristina de Borbón, princesa de las Dos Sicilias; deutsch auch (Marie) Christine von Neapel; * 27. April 1806 in Palermo; † 22. August 1878 in Le Havre) war als vierte Ehefrau König Ferdinands VII. von Spanien von 1829 bis 1833 Königin von Spanien und Mutter der Königin Isabella II. Nach dem Tod ihres Gatten (1833) fungierte sie bis 1840 als Regentin für ihre minderjährige Tochter, bevor sie die Regentschaft an den General Baldomero Espartero übergeben musste. Nach dem Sturz Esparteros übte sie von 1843 bis zu ihrer Exilierung 1854 als Königinnenmutter Einfluss auf ihre nun formal selbständig regierende Tochter aus. Ab 1854 lebte sie meist außerhalb Spaniens.

## Leben

### Herkunft und Jugend
Maria Christina wurde als zweite Tochter aus der zweiten Ehe des damaligen Kronprinzen und späteren Königs Franz I. beider Sizilien mit der Infantin Maria Isabel von Spanien geboren. Sie wuchs in einer großen Familie auf, da sie sieben Brüder und sieben Schwestern hatte. Die Gräfin von Blessington fand an ihrem Aussehen Gefallen: Sie besitze nahezu makellose Gesichtszüge, schöne Zähne, ausdrucksvolle Augen und ein bezauberndes Lächeln. Die lebhafte, heitere Prinzessin zeigte frühzeitig eine Vorliebe für Jagd und Feste sowie eine gewisse Begabung für die Malkunst.

### Ehefrau Ferdinands VII., Königin von Spanien (1829–1833)
Als der dreimal verwitwete König Ferdinand VII. von Spanien 1829 von kastilischen Räten aufgefordert wurde, seinem Lande zuliebe noch eine vierte Ehe einzugehen, ließ die neapolitanische Infantin Luisa Carlota, Gattin von Ferdinands Bruder Don Francisco de Paula, ein Porträt ihrer jüngeren Schwester Maria Christina anfertigen und schlug diese als Heiratskandidatin vor. Tatsächlich entschied sich der 45-jährige, frühzeitig gealterte und gichtkranke spanische König für Luisa Carlotas erst 23-jährige Schwester und ließ durch Gesandte um deren Hand anhalten. Der Neapolitanische Hof stimmte zu und Maria Christina reiste nach Madrid. Dort fand am 11. Dezember 1829 ihre mit großem Gepränge veranstaltete Hochzeit mit Ferdinand VII. statt, der sich bis ins neue Jahr andauernde Freudenfeste anschlossen. Ihr Gemahl war mit ihr eng verwandt, da er ihr Onkel mütterlicherseits war (ihre Mutter war eine jüngere Schwester Ferdinands und wie dieser ein Kind Karls IV. von Spanien). Ihr Großvater väterlicherseits, Ferdinand IV. von Neapel, war darüber hinaus ein Bruder Karls IV. Ferdinands VII. erste Frau, Maria Antonia von Bourbon-Sizilien (1784–1806) war eine Schwester von Maria Christinas Vater, Franz I.
Der spanische König war von seiner jungen Gemahlin entzückt, die bald auf ihn großen Einfluss ausübte. Bis zu seiner Heirat mit Maria Christina hatte er kein überlebendes Kind gezeugt. Während die gemäßigten und liberalen Parteien nun ihre Hoffnung auf einen Thronerben aus der zu erwartenden Nachkommenschaft der neuen Königin setzten, favorisierten die Absolutisten als Thronfolger den Infanten Don Carlos, der Ferdinands jüngerer Bruder war. Maria Francisca von Portugal, die Gattin von Don Carlos, und ihre Schwester, Maria Teresa, Prinzessin von Beira, rivalisierten mit Maria Christina und deren Schwester Luisa Carlota um Einfluss am Hof. Bald nach ihrer Heirat wurde die Königin schwanger und erreichte, dass ihr Gatte am 29. März 1830 die Erbfolgeregelung dahingehend änderte, auch wieder die weibliche Thronfolge zuzulassen (siehe Carlismus). Bereits 1789 hatte Karl IV. das nur männliche Sukzession erlaubende Salische Gesetz aufgehoben; allerdings hatte dieser Erlass keine formelle Rechtsgültigkeit erlangt. Ferdinand VII. setzte nun aber diese bislang geheim gehaltene Pragmatische Sanktion durch ihre Veröffentlichung in Kraft. Der so um die Thronfolge gebrachte Infant Don Carlos und dessen Anhänger, die Carlisten, leisteten gegen diese Entscheidung erbitterten Widerstand. In der Folge gebar Maria Christina ihrem Gatten zwei Töchter:
- Isabella, als Isabella II. 1833–1868 Königin von Spanien (* 10. Oktober 1830, † 10. April 1904)
- Luisa Fernanda, Gräfin von Montpensier (* 30. Januar 1832, † 2. Februar 1897)

1832 trug Ferdinand VII. bei einem Kutschenunfall auf dem Weg zu seinem Sommerpalast La Granja schwere Kopfverletzungen davon. Seine Gemahlin pflegte ihn hingebungsvoll. Einige Monate später, am 14. September 1832, erkrankte der König so gefährlich, dass seine Ärzte Lebensgefahr diagnostizierten. Maria Christina beriet sich mit dem konservativen Justizminister Francisco Tadeo Calomarde. Dieser warnte davor, dass im Falle der Erbfolge ihrer Tochter ein Bürgerkrieg drohe. Die erschreckte Königin bat ihren Gemahl, sobald er sich etwas erholt hatte, um die Rücknahme seiner Thronfolgeänderung und Wiederherstellung des Salischen Gesetzes. Ferdinand VII. signierte am 18. September einen diesbezüglichen, bis zu seinem Tod geheimzuhaltenden Erlass, der jedoch bald publik wurde. Ihre nach La Granja geeilte Schwester Luisa Carlota kritisierte ihre Feigheit und bewog sie zu einer Sinnesänderung. Der am Weg der Genesung befindliche und ebenfalls umgestimmte König proklamierte am 4. Oktober Maria Christina für die Dauer seiner Rekonvaleszenz zur Regentin. Sie entließ das bisherige Kabinett und ernannte ein neues, dessen Vorsitz ab dem 29. November Francisco Cea Bermúdez innehatte. Zur Stärkung ihrer Position setzte sie auf Zusammenarbeit mit den Liberalen, obwohl sie durchaus nicht liberal gesinnt war. Unter anderem erließ sie eine allgemeine Amnestie, um sich gegen mögliche künftige Widerstände der Carlisten breiten Rückhalt zu verschaffen. Außerdem suchte sie ihr gewogene Männer auf hohe militärische und administrative Posten zu setzen. Ferdinand VII. annullierte am 31. Dezember 1832 sein Dekret vom 18. September und übernahm am 4. Januar 1833 die Leitung der Staatsgeschäfte wieder selbst, starb aber bereits am 29. September desselben Jahres. Mit seinem Tod hinterließ er den Thron seiner dreijährigen, nun zur Königin ausgerufenen Tochter Isabella II., für die Maria Christina die Regentschaft führte. Dieser zur Seite stand zunächst die Regierung unter dem Vorsitz von Cea Bermudez.

### Regentin von Spanien (1833–1840)

Königin Maria Christina Wappen

Don Carlos, der im Exil in Portugal lebte, bestritt weiterhin den Thronfolgeanspruch Isabellas und proklamierte sich als Carlos V. zum König. Seine Anhänger erregten insbesondere in Navarra und im Baskenland Nordspaniens Aufstände, so dass sich sofort nach dem Tod Ferdinands VII. der jahrelange Erste Carlistenkrieg (1833–1840) entwickelte. Russland, Preußen, Österreich, der Papst und die bourbonischen Staaten in Italien erkannten die Herrschaft Maria Christinas nicht an, sehr wohl aber Frankreich und England. Innenpolitisch bevorzugte sie vor allem Unterstützung von Seiten der oligarchischen rechts-liberalen Moderados („Gemäßigten“), musste aber im Laufe ihrer Regentschaft auf die häufig konträren Regierungsprogramme ihrer jeweiligen Ministerien eingehen und den mit der moderaten Partei in ständigem Streit liegenden links-liberalen Progresistas („Fortschrittlichen“) öfters entgegenkommen. Letztere stützten sich auf die städtischen Unter- und Mittelschichten und setzten sich für die Volkssouveränität ein.

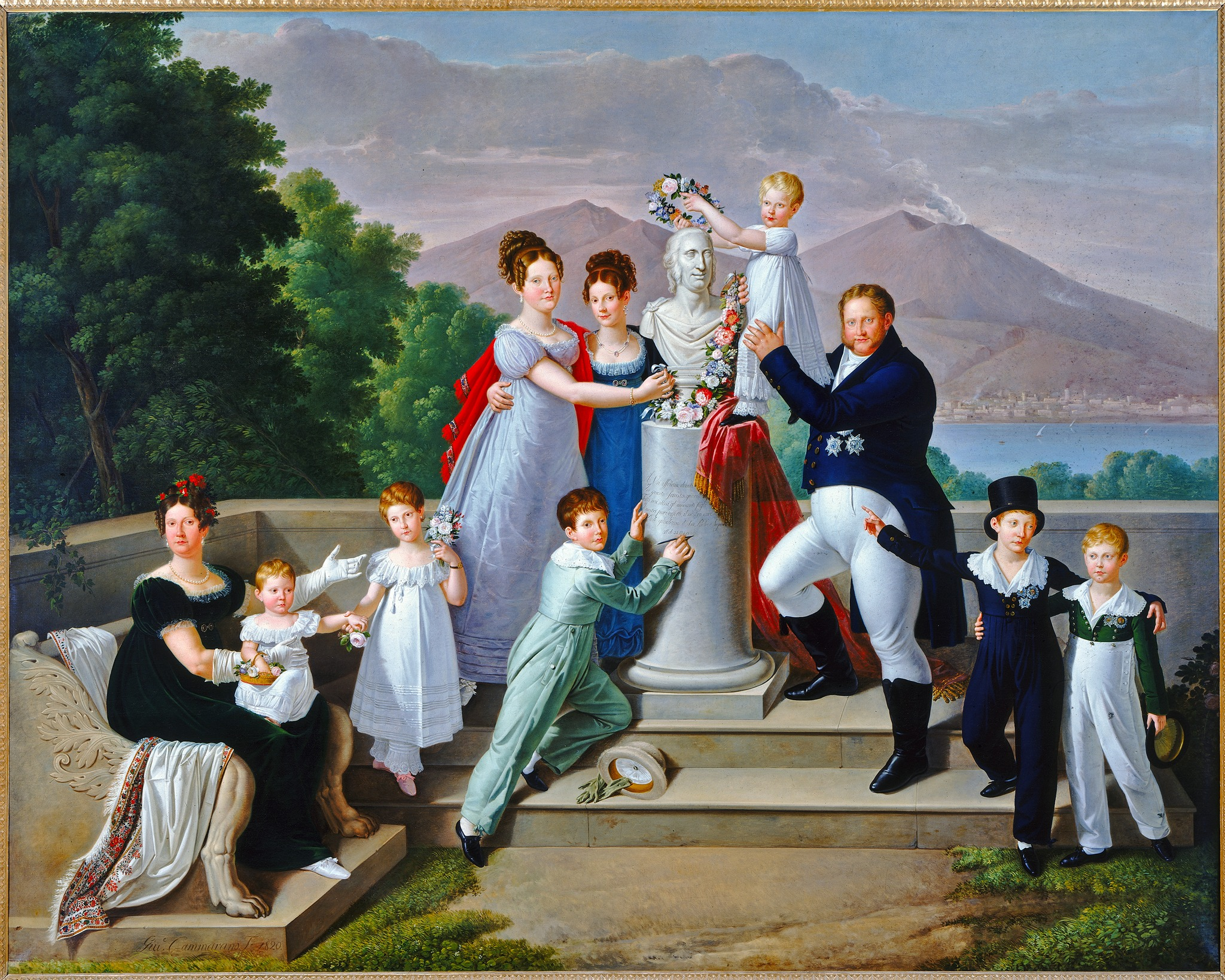
Familie Franz’ I. beider Sizilien, Maria Christina links von der Büste

Maria Christina heiratete bereits am 28. Dezember 1833 heimlich in zweiter Ehe einen Unteroffizier der königlichen Leibgarde, Agustín Fernando Muñoz y Sánchez. Nach einer Version war sie auf den jungen Mann aufmerksam geworden, als er ihr sein Taschentuch zur Stillung einer kleinen Nasenblutung reichte, nach einer anderen Darstellung soll er ihr bei einer Fahrt nach La Granja, als die Pferde ihrer Kutsche durchgingen, das Leben gerettet haben. Ihre zweite Ehe blieb am spanischen Hof nicht geheim und sollte in der Folge bedeutend zur zunehmenden Unbeliebtheit Maria Christinas beitragen. Mit Muñoz hatte sie mehrere Kinder:
- María Amparo Muñoz, Gräfin von Vista Alegre (* 17. November 1834, † 19. August 1864)
- María de los Milagros Muñoz, Marquesa de Castillejo (* 8. November 1835, † 9. Juli 1903)
- Agustín Muñoz, Herzog von Tarancón (* 15. März 1837, † 15. Juli 1855)
- Fernando Muñoz, Herzog von Riánsares und Tarancón (* 27. April 1838, † 7. Dezember 1910)
- María Cristina Muñoz, Marquesa de la Isabela (* 19. April 1840, † 20. Dezember 1921)
- Antonio de Padua Muñoz (* 23. Dezember 1842, † 1847)
- Juan Muñoz, Graf von Recuerdo (* 29. August 1844, † 2. April 1863)
- José Muñoz, Graf von Gracía (* 21. Dezember 1846, † 17. Dezember 1863)

Cea Bermúdez musste bereits am 15. Januar 1834 dem gemäßigten Liberalen Francisco Martínez de la Rosa als Regierungspräsidenten Platz machen. Dieser führte Spanien auf den Weg in eine konstitutionelle Monarchie. Er entwarf eine von der Regentin am 10. April 1834 in Kraft gesetzte, der französischen Charte von 1814 nachgebildete Verfassung (Estatuto Real). Sie regelte nur die Zusammensetzung und Ordnung der Cortes, schränkte aber die absolute Macht der Krone relativ wenig ein. So hatte die Regentin etwa weiterhin das Recht auf Gesetzesinitiativen. Aufgrund eines extremen Zensus waren nur die wohlhabendsten Bevölkerungsschichten in den Cortes vertreten. Die Progressisten waren damit nicht zufrieden und verlangten die Wiedereinführung der freiheitlicheren Verfassung von 1812. Außenpolitisch betrieb die Regentin eine Annäherung an Großbritannien und Frankreich. Mit diesen Ländern und dem ebenfalls unter dynastischen Wirren leidenden Portugal schloss Spanien die am 22. April in London unterzeichnete und gegen die restaurative Heilige Allianz gerichtete Quadrupelallianz. Am 24. Juli 1834 eröffnete Maria Christina im Palast Buen-Retiro persönlich die neuen Cortes. Im gleichen Monat gelangte Don Carlos nach Navarra zu seinen Truppen. Der sich ausbreitende Bürgerkrieg, in dem auch auf beiden Seiten ausländische Hilfstruppen mitkämpften, wurde äußerst grausam geführt.
Der zunehmend unpopulär gewordene Martinez de la Rosa übergab den Präsidentenposten der Regierung am 7. Juni 1835 an den bisherigen Finanzminister und Grafen von Toreno, José María Queipo de Llano Ruiz de Saravia, dessen Portefeuille als Minister nun Juan Álvarez Mendizábal übernahm. Dieser Vertreter der Progresistas wurde am 25. September desselben Jahres neuer Ministerpräsident, nachdem er durch Anhänger der Konstitution von 1812 in mehreren Städten ausgelöste Aufstandsbewegungen hatte beschwichtigen können. Auf sein Betreiben wurden im Oktober 1835 durch ein Dekret Maria Christinas zahlreiche Klöster aufgehoben und deren eingezogene Güter zur Aufbesserung der durch die Ausgaben für den Bürgerkrieg zerrütteten Staatsfinanzen zum Verkauf bestimmt. Die Regentin weigerte sich aber im Frühjahr 1836, die von ihm vorgeschlagenen, unzureichenden Maßregeln zur Beseitigung der Wirtschaftskrise in Kraft zu setzen. Nach seiner Entlassung am 15. Mai trat der Moderado Francisco Javier Istúriz Montero an seine Stelle. In der Nacht zum 13. August 1836 meuterte eines der in San Ildefonso stationierten Milizregimenter, zog nach dem Lustschloss La Granja, wo Maria Christina sich aufhielt, und zwang sie, angeblich, indem sie das Leben ihres zweiten Gatten Muñoz bedrohte, die Verfassung von 1812 anzunehmen. Sie autorisierte die Bildung eines neuen Kabinetts unter dem Vorsitz des progressiven Politikers José María Calatrava und zog am 17. August in Madrid ein. Istúriz und die anderen Minister der vorigen Regierung waren bereits geflohen. Calatrava berief zum 24. Oktober 1836 die Cortes ein, die Maria Christina am 19. November 1836 als Regentin bestätigten und die Verfassung von 1812 im gemäßigten Sinn revidierten. Auf diese geänderte Konstitution schwor Maria Christina am 18. Juni 1837 den Eid.
Don Carlos gelang es im Sommer 1837, persönlich mit seinen Truppen gegen Madrid vorzustoßen. Doch der erhoffte Aufstand in der Hauptstadt blieb aus. Ein General der Cristinos, Baldomero Espartero, kam mit Entsatztruppen nach Eilmärschen am 12. August in Madrid an, eroberte auch das von den Karlisten eingenommene Segovia zurück und zwang den Kronprätendenten schließlich im September zum Rückzug. Espartero stürzte damals Calatravas Kabinett und fungierte kurzzeitig (18. August bis 18. Oktober 1837) selbst als Regierungspräsident. Dann wechselten sich mehrere von Moderados geführte, Maria Christinas politischen Absichten mehr entgegenkommende und dem Einfluss Frankreichs geneigte Ministerien ab. Zuerst trat Eusebio Bardají Azara am 18. Oktober an die Spitze einer solchen Regierung. Diese wurde nach baldigen Neuwahlen der Cortes von einem noch mehr im Sinne der Moderados agierenden Kabinett abgelöst, dessen Präsident am 16. Dezember 1837 Narciso Heredia Begines, Graf von Ofalia, wurde. Nach diesem übernahm am 6. September 1838 Bernardino Fernández de Velasco, Herzog von Frias, und am 9. Dezember 1838 Evaristo Pérez de Castro Brito den Vorsitz. Alle diese Regierungen sahen sich heftigem Widerstand von Seiten der Progressisten ausgesetzt.
Große Zwistigkeiten bestanden auch zwischen der Regentin und ihrer Schwester Luisa Carlota, die erklärte, dass Maria Christina nicht in der Lage sei, Kinder zu erziehen und, freilich vergeblich, die Vormundschaft für die Töchter ihrer Schwester aus deren Ehe mit Ferdinand VII. forderte. Nicht nur wegen ihrer Hinneigung zu den Moderados, sondern auch wegen ihres üppigen Hoflebens voller Vergnügungen inmitten des Kriegselends erbitterte Maria Christina damals die Progresistas. Diese Partei gewann in steigenden Maß die Sympathien des erfolgreichen Feldherrn Espartero und stützte sich damals außenpolitisch auf englischen, die Regentin hingegen auf französischen Beistand.
Die zunehmenden militärischen Erfolge der Cristinos besiegelte Espartero am 31. August 1839 durch eine Verständigung mit dem führenden carlistischen General Rafael Maroto (Abrazo de Vergara, d. h. „Verbrüderung von Vergara“). Damit war der Bürgerkrieg im Wesentlichen zugunsten Maria Christinas entschieden. Es gab aber Gerüchte, dass die Regentin Maroto mit hohen Geldsummen bestochen habe. Don Carlos floh im September 1839 nach Frankreich; nur ein kleines Kontingent radikaler Carlisten unter Ramón Cabrera kämpfte noch bis zur endgültigen Niederlage Mitte 1840 weiter.

### Sturz und Exil (1840–1843)
Im Herbst 1839 plante die moderadistische Regierung ein Gesetz, das die Mitwirkung der Stadtbevölkerung bei der Besetzung der kommunalen Regierungen (Ayuntamientos) sehr beschränken sollte, um die Progresistas dauerhaft ihrer Machtbasen in den Stadtgemeinden zu berauben. Die damals von den Progresistas beherrschten Cortes protestierten dagegen und wurden deshalb am 18. November 1839 aufgelöst. Bei den folgenden Wahlen erhielten die Moderados die Stimmenmehrheit. Die anlässlich der Eröffnung der neuen Cortes von Maria Christina am 18. Februar 1840 gehaltene Thronrede rief das Lob Frankreichs, aber den Tadel Englands und der Progressisten hervor. Als die Cortes im Juni 1840 dem Gemeindegesetz zustimmten, kam es zu großen Unruhen. Gegen den Rat Esparteros unterzeichnete die Regentin dieses Gesetz. Daraufhin brach in Barcelona eine Revolte aus, die viele Opfer forderte. Espartero verweigerte einen Militäreinsatz gegen die Aufständischen, solange Maria Christina nicht das Ayuntamiento-Gesetz verwarf, die Cortes auflöste und ihre Minister entließ. Die Regentin wollte diesem Ansinnen nicht nachkommen, ernannte aber am 20. Juli einen Progresisto, Antonio González González, zum neuen Regierungschef, dem mehrere weitere Kurzzeit-Ministerpräsidenten folgten.
Ende August rebellierte Madrid und danach weitere Städte. Als Maria Christina erneut an Espartero appellierte, den Aufstand zu beenden, bestand der General in einem Manifest vom 7. September auf seinen früheren Forderungen. Schließlich musste sich die Regentin am 16. September dazu bequemen, Espartero zum Ministerpräsidenten zu ernennen und freie Hand bei der Bildung seines Kabinetts zu lassen. Am 9. Oktober traf er mit seinen Ministern in Valencia ein, wo er ehrenvoll empfangen wurde, und führte hier mit Maria Christina Unterredungen. Als Espartero ihr ein unannehmbares Regierungsprogramm vorlegte, erklärte die Regentin am 12. Oktober 1840 ihre Abdankung, ließ ihre Kinder aus erster Ehe, die Königin Isabella und deren Schwester Maria Luisa Fernanda, in Esparteros Obhut und schiffte sich zwei Tage später auf dem Dampfschiff Mercurio nach Frankreich ein. Sie nahm ein sehr bedeutendes Vermögen mit und wurde von ihrem zweiten Gatten Muñoz und ihren gemeinsamen Kindern ins Exil begleitet. In Frankreich versammelten sich um sie verschiedene ebenfalls emigrierte Moderados wie Cea Bermúdez, Perez de Castro und Martinez de la Rosa sowie Feldherren wie Leopoldo O’Donnell und Ramón María Narváez.
Von Marseille aus bestätigte die Ex-Regentin in einem Manifest vom 8. November 1840 ihre Abdankung und sandte den Spaniern Abschiedsgrüße. Danach kam sie kurzzeitig nach Rom, wo sie von Papst Gregor XVI. die Dispens für ihre morganatische Ehe mit Muñoz erhielt. Anschließend besuchte sie ihre Eltern in Neapel und ließ sich daraufhin in Paris nieder, wo sie bei ihrer Ankunft vom König Louis Philippe mit militärischen Ehren empfangen wurde. Sie unterhielt auch weiterhin mit dem französischen Monarchen freundschaftliche Beziehungen. Als Wohnsitz erhielt sie das Palais Royal angewiesen. 1842 mietete sie das Schloss Malmaison, das sie später erwarb. Von Paris aus intrigierte sie gegen die Regierung Espartero in Spanien.
Im Mai 1841 ernannten die Cortes Espartero zum alleinigen Regenten Spaniens während der Minderjährigkeit der Königin Isabella, entzogen ihrer Mutter die Vormundschaft und bestellten stattdessen den Präsidenten der Cortes, Agustín Argüelles, zu ihrem Vormund. Antonio González González wurde erneut Ministerpräsident. Am 19. Juli 1841 protestierte Maria Christina, der von den Cortes nur eine bescheidene Pension gewährt worden war, von Paris aus – freilich vergeblich – gegen die Ernennung von Argüelles zum Vormund Isabellas und erklärte, dass ihr Rücktritt von der Regentschaft erzwungen worden sei. Ihre Anhänger erwogen Umsturzpläne gegen Espartero. Im Oktober 1841 versuchte der General Diego de León mit einer verschworenen Gruppe die Königin Isabella aus dem Madrider Königsschloss zu entführen und mit ihr als Geisel die Rückkehr ihrer Mutter zu erzwingen. Dieser Anschlag schlug aber fehl und der gefangengenommene León wurde standrechtlich erschossen. Etwa gleichzeitig hatte sich der General O’Donnell der Zitadelle von Pamplona bemächtigt und in der Region einen Aufstand zugunsten der Ex-Regentin erregt, der aber bald unterdrückt wurde; O’Donnell gelang die Flucht nach Frankreich. Die nun vom spanischen Botschafter in Paris, Salustiano Olózaga, erhobene Forderung, Maria Christina aus Frankreich auszuweisen, blieb erfolglos. Die spanischen Geldüberweisungen an die Ex-Regentin wurden aber eingestellt und ihr Briefwechsel mit ihren Töchtern streng überwacht.

### Rückkehr nach Spanien als Königinnenmutter (1843–1854)
Ende Juli 1843 führte eine von Ramón María Narváez angeführte Rebellion Esparteros Sturz herbei. Isabella II. wurde trotz ihrer erst 13 Jahre am 8. November 1843 vorzeitig für volljährig erklärt. Nach der offiziellen Übernahme der Herrschaft durch ihre Tochter kehrte Maria Christina nach Spanien zurück und ließ sich in Madrid nieder. Sie versuchte auf die Regierungsmaßnahmen ihrer Tochter Einfluss zu nehmen und diese in eine absolutistische Richtung zu drängen. Am politischen Geschehen des Landes war sie maßgeblich beteiligt. Ihren Ehemann Muñoz ließ sie von ihrer Tochter 1844 zum Herzog von Riánsares erheben und ihre Ehe durch ein königliches Dekret legitimieren. Daraufhin fand am 13. Oktober 1844 ihre durch den Bischof von Córdoba geleitete kirchliche Trauung mit Muñoz statt.
Nun bemühte Maria Christina sich, Isabella II. und deren jüngere Schwester Maria Luisa Fernanda möglichst standesgemäß zu vermählen. Es waren mehrere hochadlige Kandidaten als Ehepartner im Gespräch und die Heiratsfrage führte innenpolitisch und auch am europäischen Parkett zu Zwistigkeiten und Verwicklungen. Dabei suchte die sich mit Frankreich verbunden fühlende Königinnenmutter, der englischen Politik in dieser Angelegenheit entgegenzuwirken. Schließlich wurde Isabella II. am 10. Oktober 1846 mit Francisco de Asis, einem Sohn von Maria Christinas Schwester Luisa Carlota und des Infanten Francisco de Paula, sowie gleichzeitig Maria Luisa Fernanda mit dem Herzog von Montpensier, Antoine d’Orléans, einem Sohn des französischen Königs Louis Philippe, verheiratet. Die von Isabella II. nur äußerst widerwillig eingegangene Ehe war von Anfang an unglücklich. Maria Christina kritisierte scharf die baldige, öffentlich bekannte Untreue ihrer Tochter.
Gemeinsam mit ihrem Ehemann nahm Maria Christina Geschäftstätigkeiten in den Bereichen Salz und Eisenbahnkonzessionen auf, an denen auch Narváez mitwirkte. Weiteren finanziellen Gewinn machte sie durch Börsenspekulationen. Sie erwarb sich den Ruf, dass es in Spanien kein Industrieprojekt gebe, in das die Königinnenmutter nicht involviert sei. Daraus entwickelte sich eine wachsende Unbeliebtheit Maria Christinas, zu der auch die Person ihres Ehemannes beitrug. Im Juli 1854 kam es in Spanien zu Aufständen, und in Madrid brach ein Aufruhr aus, in dessen Verlauf eine Menschenmenge in die Residenz der Königinnenmutter eindrang, sie als Diebin bezeichnete und die Einrichtung zertrümmerte. Einige Frauen bedienten sich sogar aus ihrer vornehmen Garderobe. Sie entging nur mühsam der Gefahr. Zur Rettung ihres Throns wandte sich Isabella II. an den schon im Ruhestand befindlichen Espartero, der zwar die Revolution niederschlug, jedoch auch gegen die unbeliebte Maria Christina vorging. Zuerst wollte er sie in Madrid festsetzen lassen; dann erlaubte er ihre Ausreise nach Portugal und sprach durch einen Regierungsbeschluss vom 27. August 1854 ihre Verbannung aus Spanien aus. Ihre Pensionszahlungen wurden eingestellt und ihre Güter in Spanien beschlagnahmt, aber 1856 wieder freigegeben.

### Erneutes Exil in Frankreich (1854–1878)

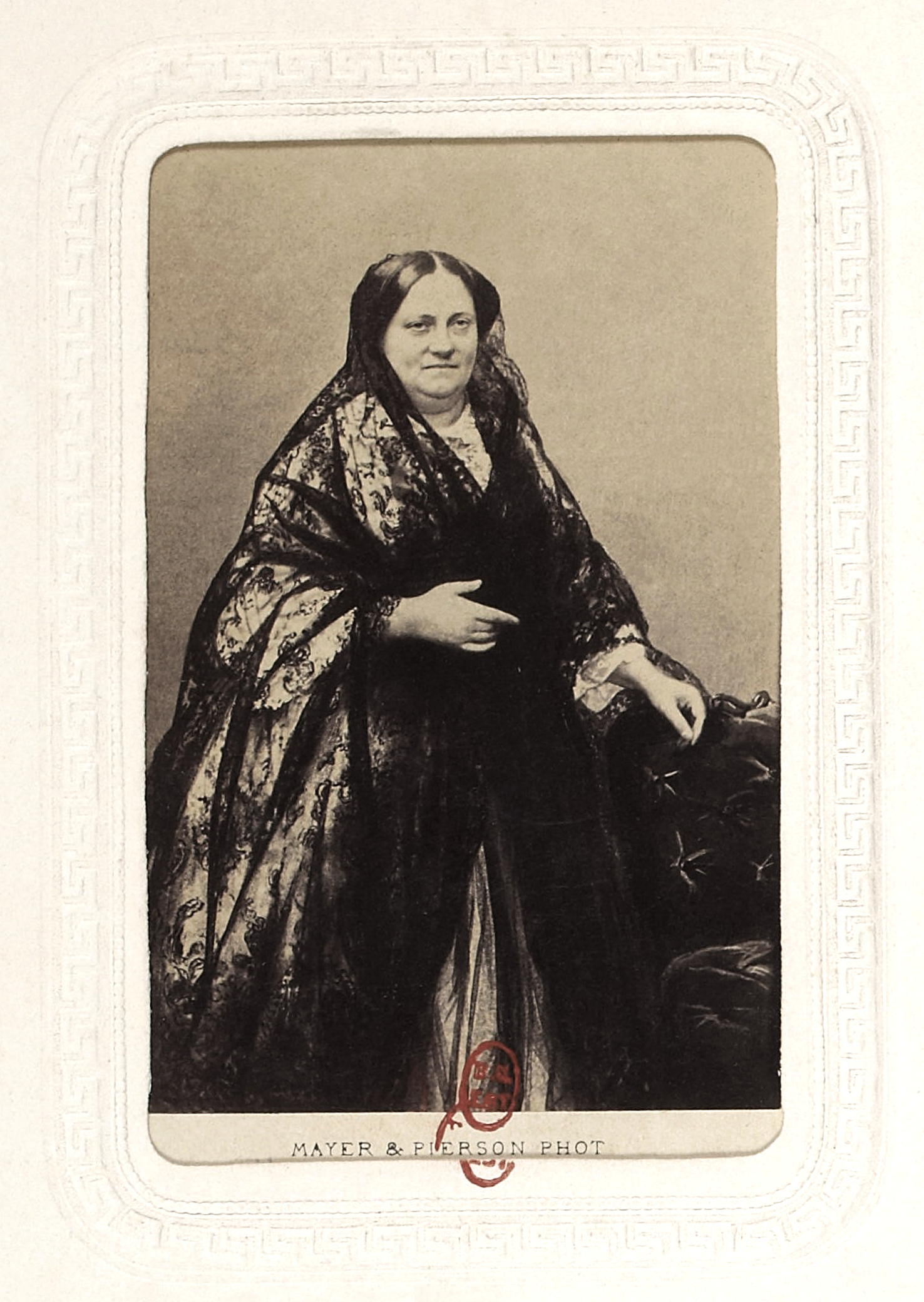
Maria Christina, ca. 1870

Maria Christina reiste mit ihrem Gatten über Portugal wieder nach Frankreich und lebte in den nächsten zehn Jahren teils in diesem Land, teils in Italien. Im November 1854 kam sie nach Paris, wo sie ihre älteste Tochter aus zweiter Ehe, María Amparo Muñoz, im März 1855 mit dem exilierten polnischen Adligen Wladislaw Czartoryski verheiratete. 1856 besuchte sie u. a. Florenz, Bologna und Rom. Erst Ende September 1864 durfte sie nach Spanien zurückkehren, doch lebte sie auch seitdem meist in Frankreich. 1868 wurde Isabella II. abgesetzt und hielt sich seither ebenfalls in Frankreich auf. Maria Christina kam nochmals 1874 vorübergehend nach Spanien, als ihr Enkel Alfons XII. zum König proklamiert wurde. Es war ihr wie Isabella verboten, sich in Spanien dauerhaft niederzulassen. Sie überlebte ihren Gatten um fünf Jahre und starb 1878 im Alter von 72 Jahren in Le Havre. Später wurde sie im Pantheon der Könige des Klosters El Escorial bestattet.